# Вршовице
Вршовице (чеш. Vršovice, нем. Werschowitz) — городской округ на юго-востоке Праги, часть городского округа Прага 10. Граничит с Краловскими Виноградами на севере и северо-западе, Страшнице на востоке, Михли на юго-востоке и Нусле на юго-западе. С 1885 года получил статус малого города, в 1902 города, в 1922 вошел в состав Праги.

## История

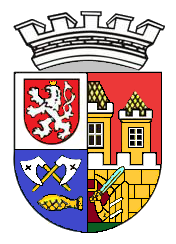
Герб Вршовиц

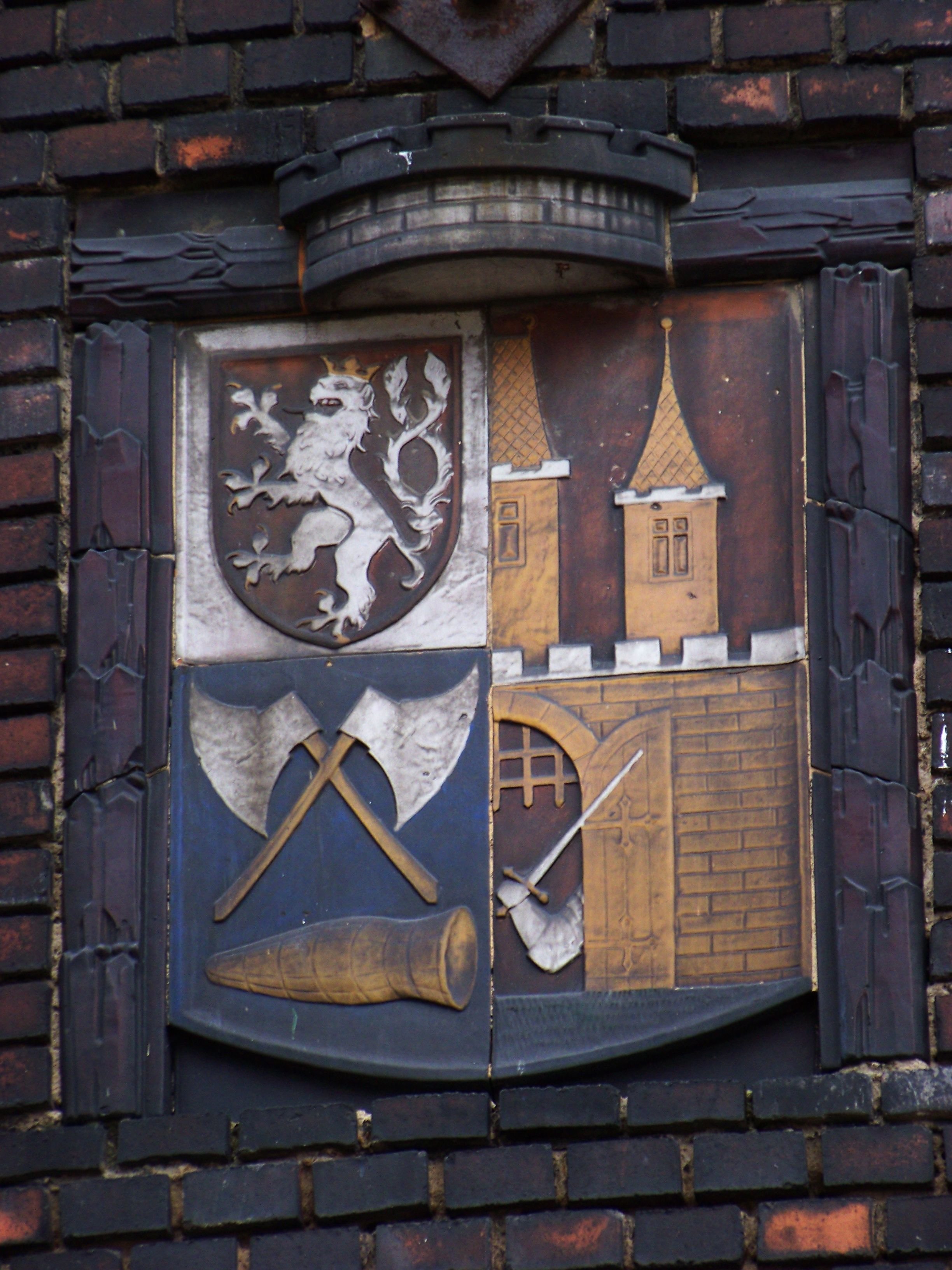
Герб Вршовиц на Вршовицкой водонапорной башне.

Селение Вршовице было основано в долине реки Ботич, в связи с поселением первой княжеской семьи в Вышеграде. Само название впервые упоминается в 1088 г. в уставе Вышеградского капитула. В дальнейшем деревня принадлежала другим владельцам. В 1311 — 1328 годах им владел Штука из Праги. В то время поселение включало в себя двор, виноградники и рыбные промыслы в бассейне реки Ботич. Позднее Штук продал всю деревню ордену тевтонских рыцарей в Праге. В то время недалеко от Ботича в деревне находилась крепость, которая служила центром экономической жизни Вршовиц. Во время правления Карла IV появились новые виноградники.
Деревня, вероятно, пострадала от битвы под Вышеградом в 1420 году и стала свидетелем поражения императора Сигизмунда. В 1448 году чешский король Йиржи из Подебрад также напал оттуда на Вышеград и завоевал его. В 1556 году Вршовице были приобретены Кашпаром Грановским из Гранова, служившим секретарем у Фердинанда I. Позднее Грановские продали деревню Трчковым из Липы. Однако, 1620 имущество и деревня, перешли к Штернберкам и семье Паар. В 1788 г. в деревне насчитывалось 70 изб.
В 1797 году Вршовице купил Якуб из Виммеру, и для деревни наступили хорошие времена. Виммерам также принадлежали соседние Нусле, Забелице и несколько других деревень. Они внедряли современные методы земледелия, виноградарства, закладывали сады, виноградники, заботились о развитии мануфактур, а также щедро поддерживали культуру. В середине 19 века Вршовицкая крепость исчезла, а последним аристократом, владевшим Вршовицами, был граф Бюкуой. После него следующим владельцем с 1858 года стал Прохазка, который купил ее за 320 000 гульденов, но в 1909 году его наследники продали город Гражданскому кредитному союзу.
С 1871 года через территорию Вршовиц проходит железнодорожная линия, но железнодорожная станция здесь не была построена до 1882 года и долгое время носила имя соседнего района Нусли; во времена протектората станция получила свое нынешнее название Прага-Вршовице.
В 1885 г. Вршовице был возведен в ранг малого города, а 2 марта 1902 г. получил статус города. 24 ноября Вршовице утверждает герб города, состоящих из трех частей: в левом верхнем углу чешский лев, который является гербом Чешского королевства, в нижнем левом герб Секерков из Седчиц. Остальная часть герба — это замковая стена с бойницами, герб Королевской Столицы Праги.
В начале 1922 года город был включен в состав Большой Праги.

### Населения
| 1840 г. | 1860 г. | 1869 г. | 1880 г. | 1890 г. | 1900 г. | 1910 г. | 1921 г. | 1930 г. | 1950 г. | 1961 г. | 1970 г. | 1980 г. | 1991 г. | 2001 г. |
| ------- | ------- | ------- | ------- | ------- | ------- | ------- | ------- | ------- | ------- | ------- | ------- | ------- | ------- | ------- |
| 900     | 2400    | 3693    | 5732    | 8624    | 13 580  | 24 646  | 33 008  | 39 875  | 43 724  | 58 908  | 55 185  | 48 059  | 41 567  | 37 301  |

Наибольший прирост населения произошел после 1950 г., когда был построен комплекс зданий вдоль линии Эден — площадь Кубинской Революции (сегодня Кубинская площадь). Жители села Миловице из Среднечешского края (примерно 3 500 человек, в основном солдаты и члены семей), были переселены из своих домов в жилищный комплекс «Власта», в связи с размещением в них советских войск после вторжения в 1968 году.

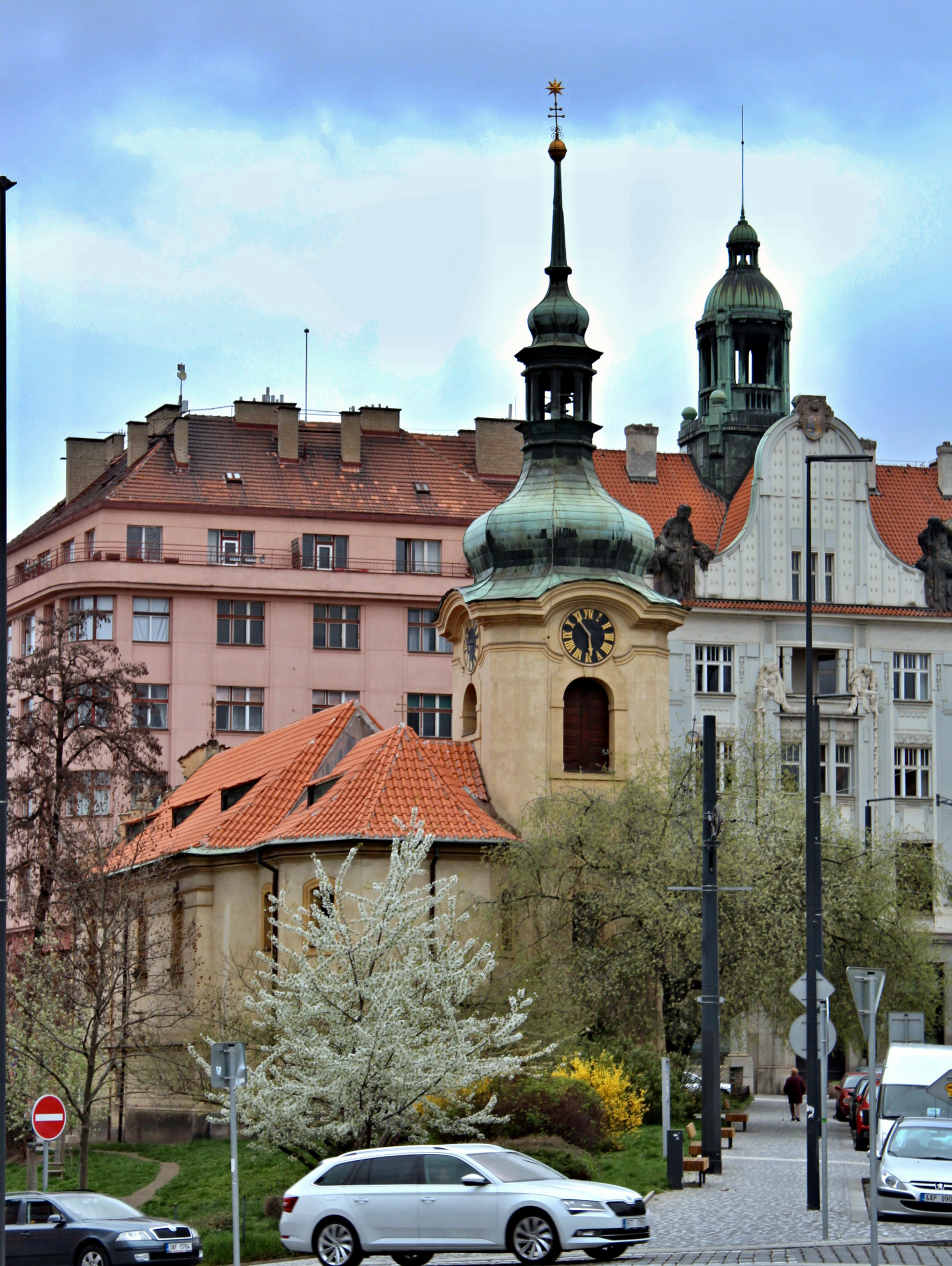
Костел Святого Николая в стиле барокко

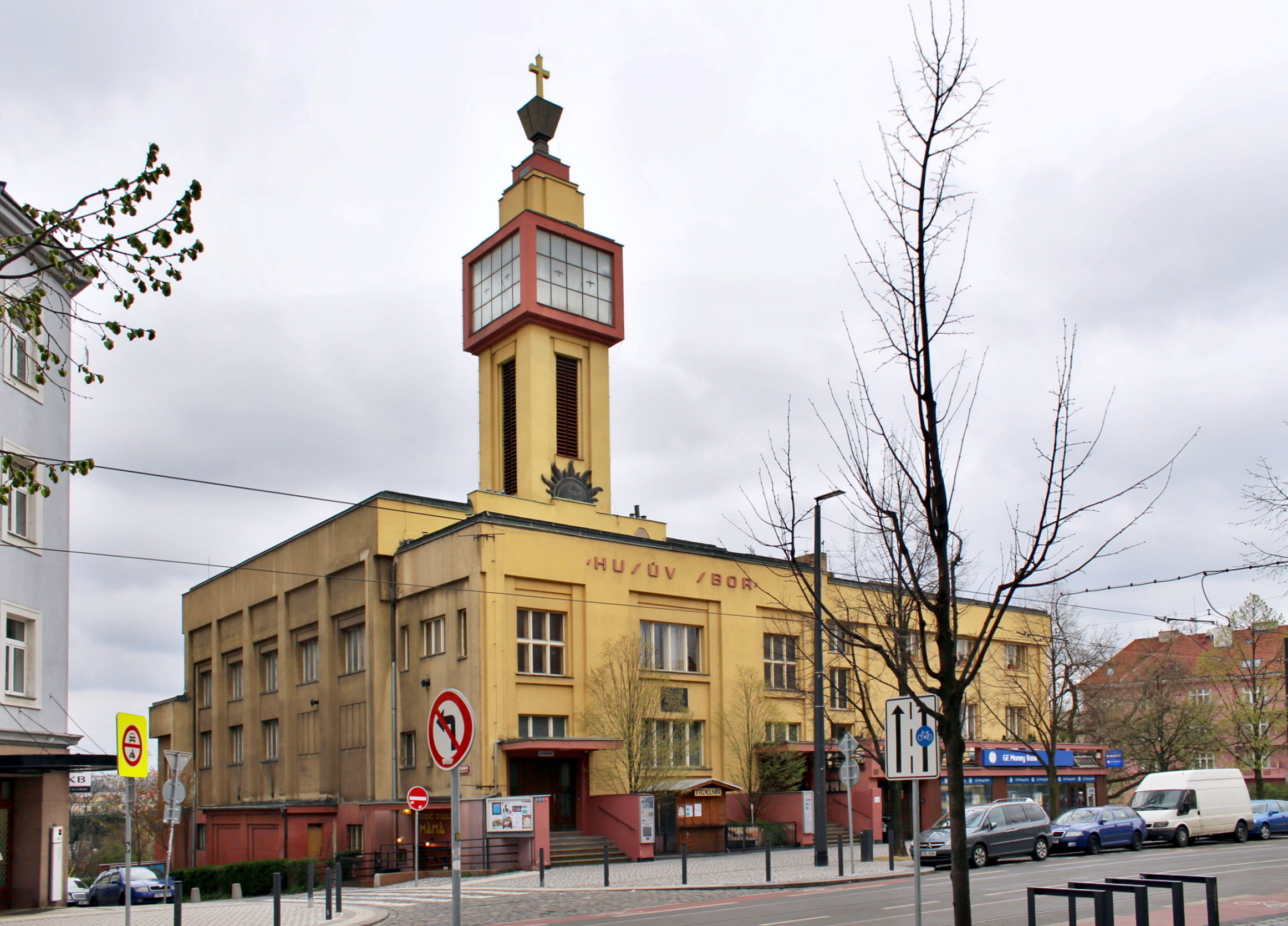
Гуситская церковь (чеш. Husův sbor)

### Интересные здания
- Гусув сбор (чеш. Husův sbor) — церковь Чехословацкой гуситской церкви в стиле модерн, построена в 1930 году по проекту Карела Трукса как первое здание из предварительно напряженного железобетона. Церковь была построена за 9 месяцев и стоит на углу Вршовицкой площади и улицы Московской. Его башня высотой 26 метров стилизована под фонарь и спроектирована Павлом Янаком. В цокольном этаже хорового корпуса расположен зал, где выступает театр «МАНА».
- Костел св. Вацлава на площали Святополка Чеха (чеш. Kostel sv. Václava na Náměstí Svatopluka Čecha) — костел в стиле функционализма, архитектор Йозефа Гочар, построена в 1929-1930 годы. Интерьеры (алтари) выполнены скульптором Ченеком Восмиком.
- Костел св. Николая (чеш. Kostel sv. Mikuláše) — костел в готическом стиле построенный в 1374 г., в 1704 г. перестроенный в стиле барокко и впоследствии несколько раз видоизменялся. Первоначально на этом месте было построена часовня Марии Магдалины в романском стиле в 1028 г.
- Здание Народной сберегательной кассы (чеш. Budova občanské záložny) на Вршовицкой площади — здание в стиле модерн от архитектора Балшанка было вызведено в 1911 г. Сегодня в этом здании располагается отделение банка Česká spořitelna.
- Замок Вршовице (чеш. Vršovický zámeček) — так же назывыемый Рангерка.
- Фабрика Кох-и-нур Вальдес (чеш. Továrna Koh-i-noor Waldes) производит пуговицы и кнопки.
- Стадион Доличек — домашний стадион футбольного клуба «Богемианс 1905», построен в 1932 г.
- Вршовицкая соколовна (чеш. Vršovická sokolovna) — здание физкультурного общества TJ Sokol Praha, построено в 1933 г.
- Вокзал Прага-Вршовице (чеш. Praha-Vršovice (nádraží)) — здание 19 века на самой границе с районом Нусле.

### Спорт
Вршовице является домом для двух известных футбольных клубов Славия и Богемианс 1905. Славия играет на стадионе «Фортуна Арена», Богемианс на стадионе «Доличек».

### Парки
- Герольдовы сады (чеш. Heroldovy sady)
- парк Йиржины Хауковой и Йиндржиха Халупецкого у ж/д вокзала Прага-Вршовице (чеш. park Jiřiny Haukové a Jindřicha Chalupeckého)

## Фотографии

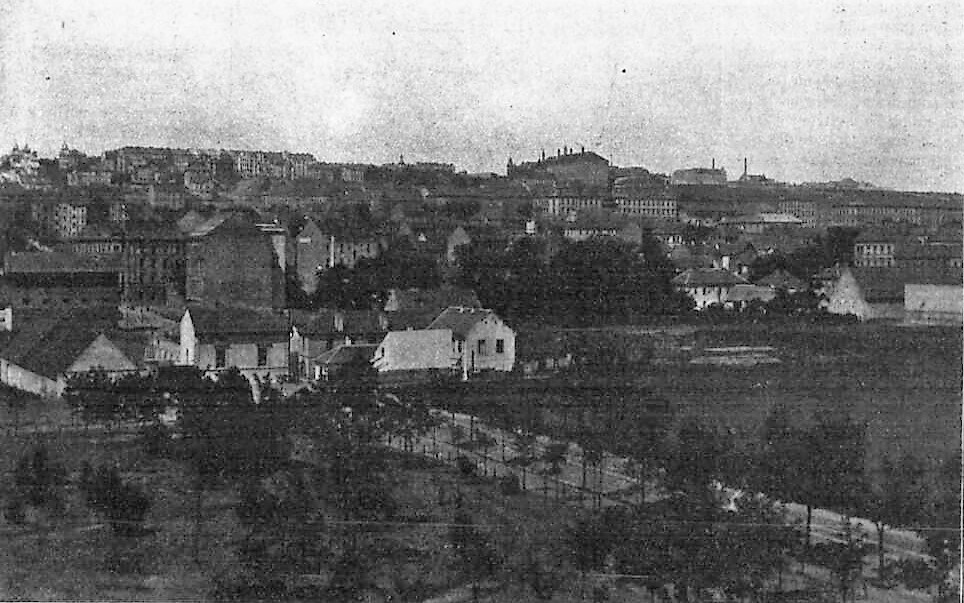
Вид со станции Вршовице, 1903 г.
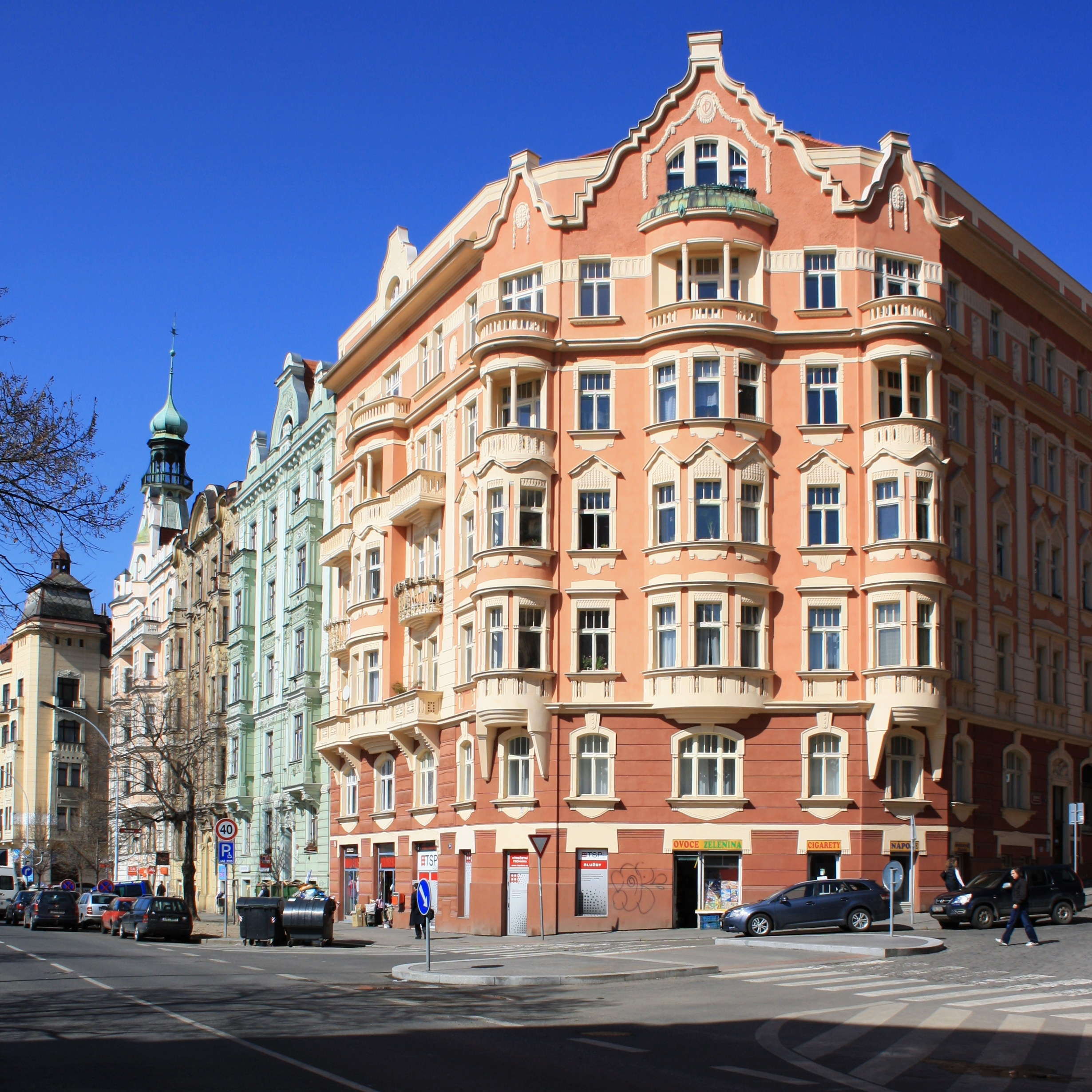
Дом № 582 на углу улиц Коданьска и Финска
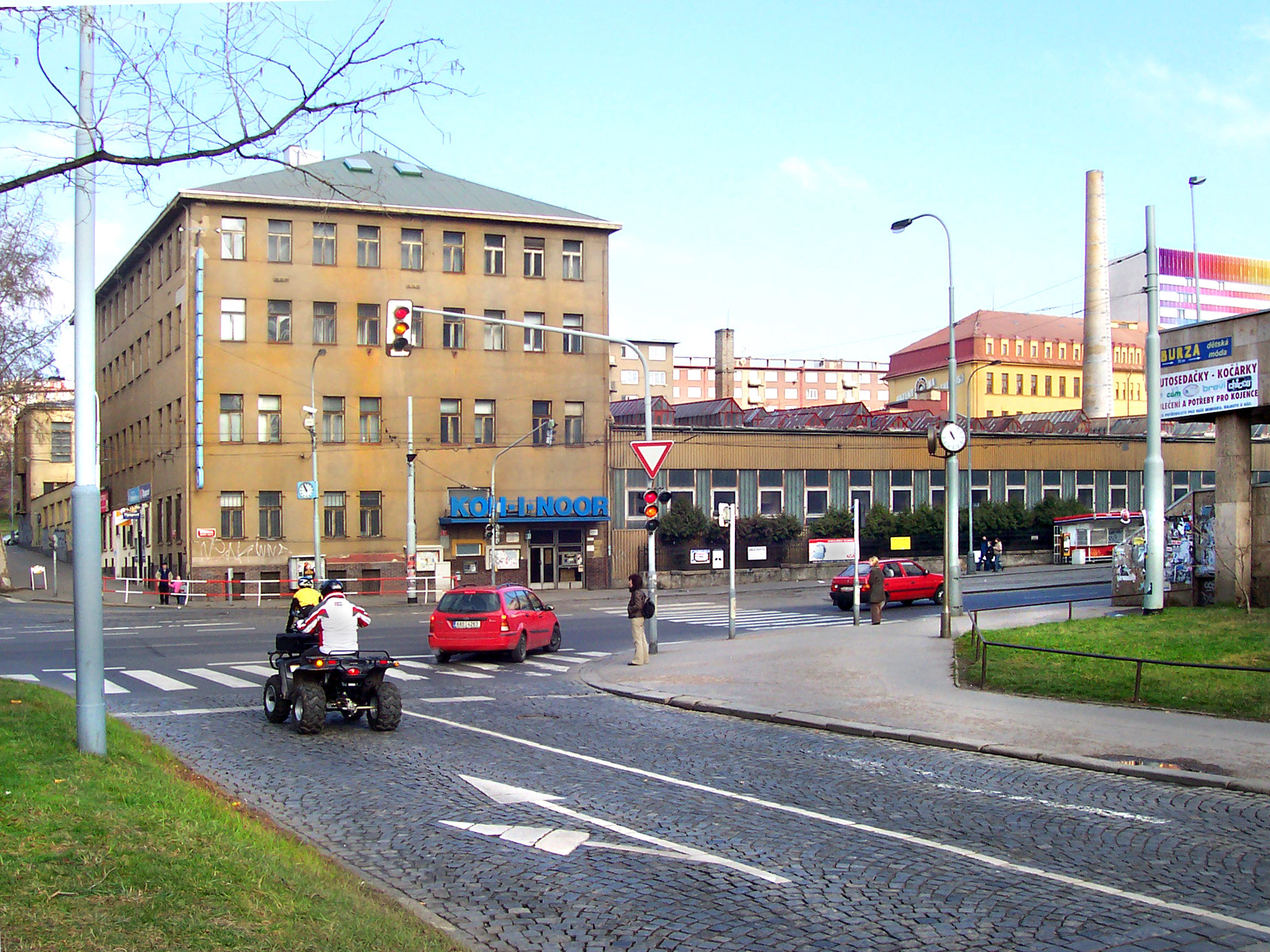
Фабрика Кох-и-Нур
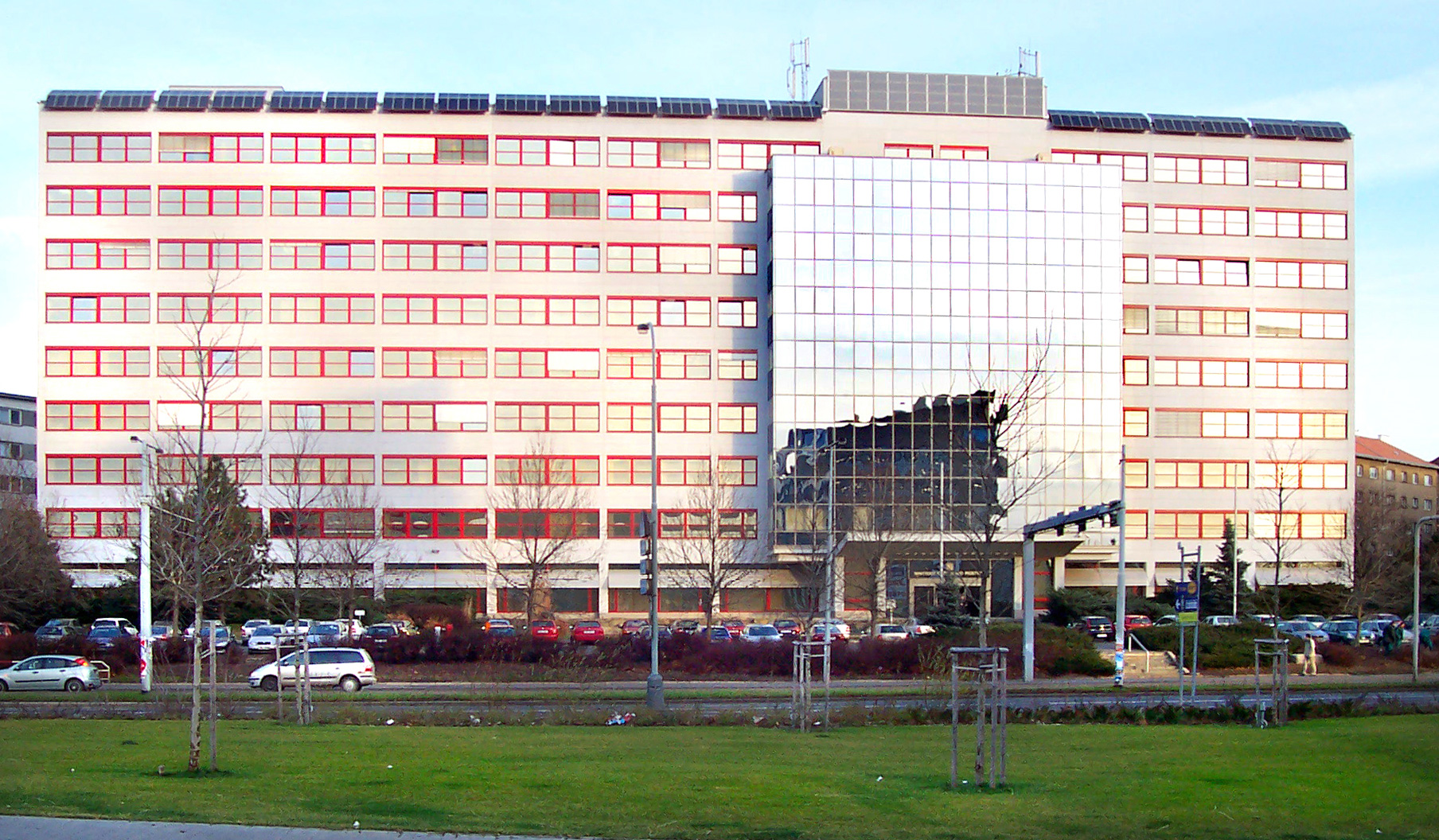
Здание министерства окружающей среды ЧР на улице Вршовицка
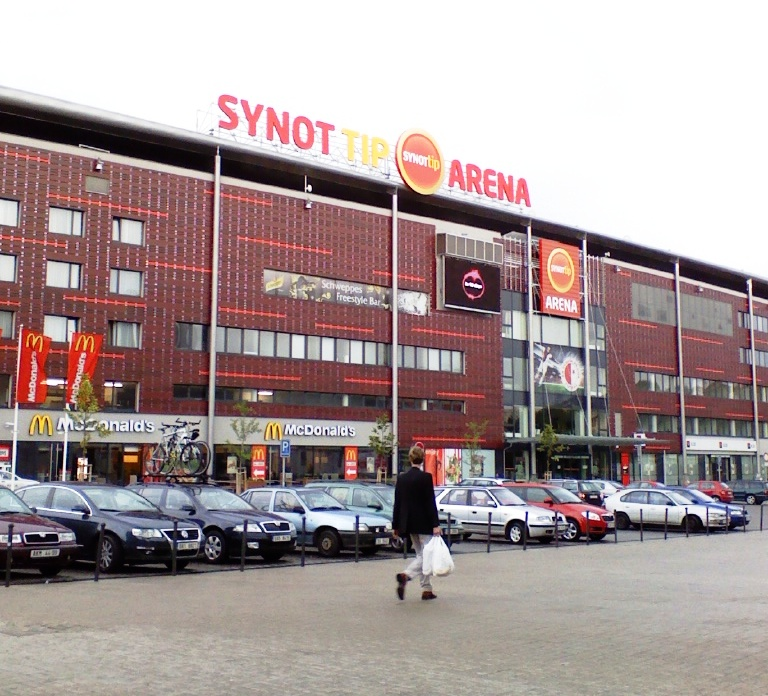
Футбольный стадион ФК Славия в Эдене
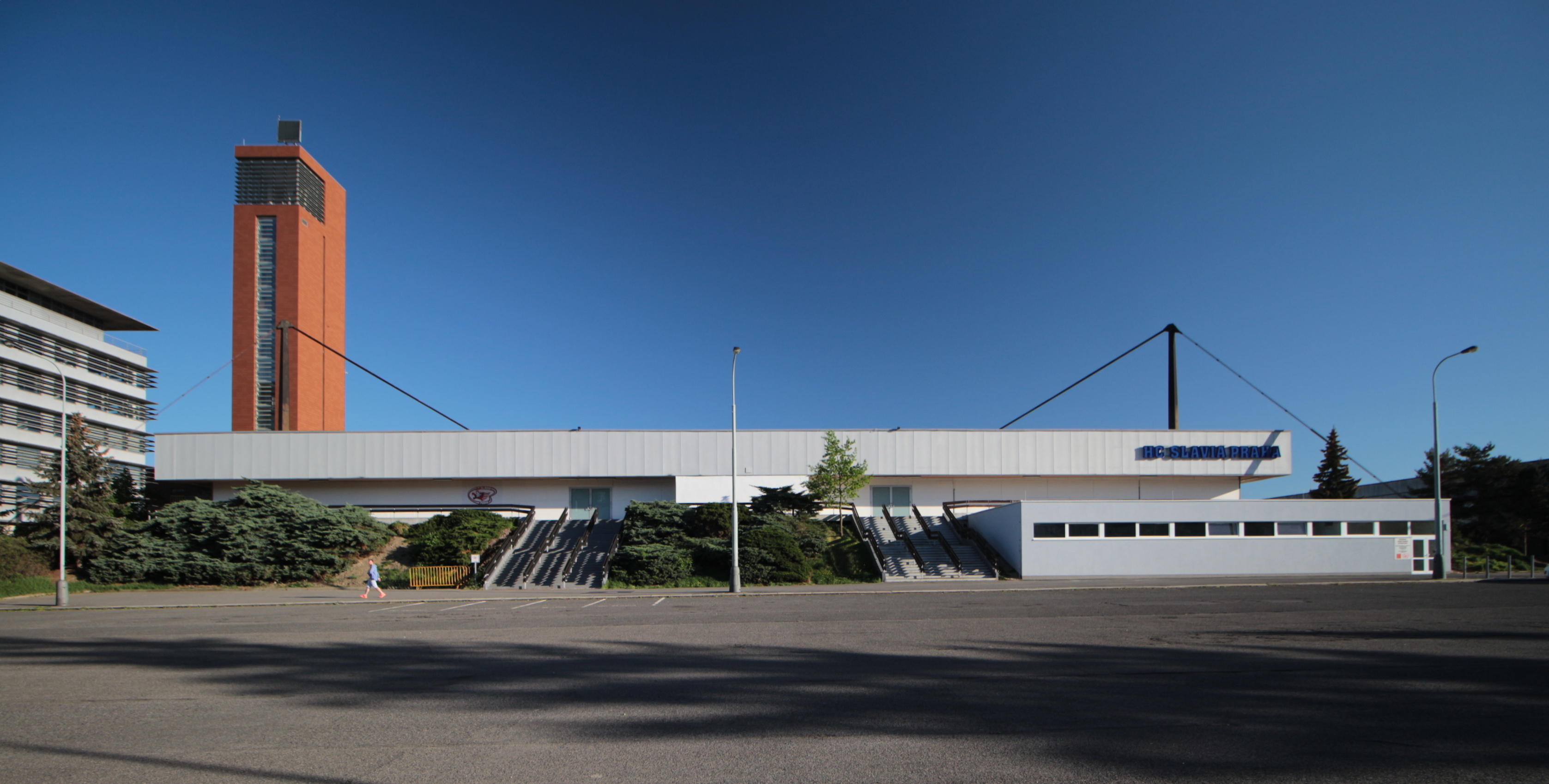
Хоккейный стадион ХК Славия
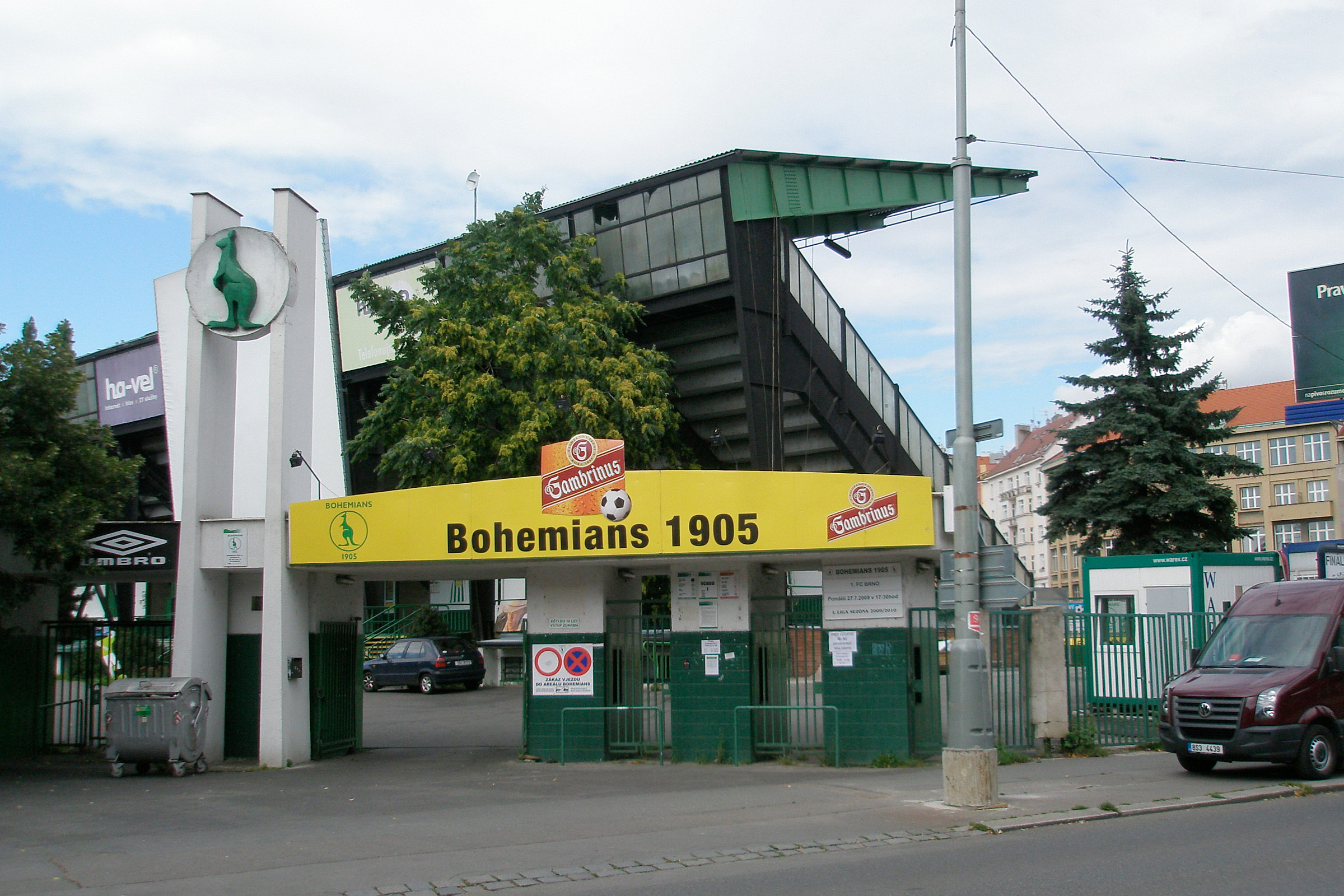
Футбольный стадион Доличек ФК Богемианс 1905
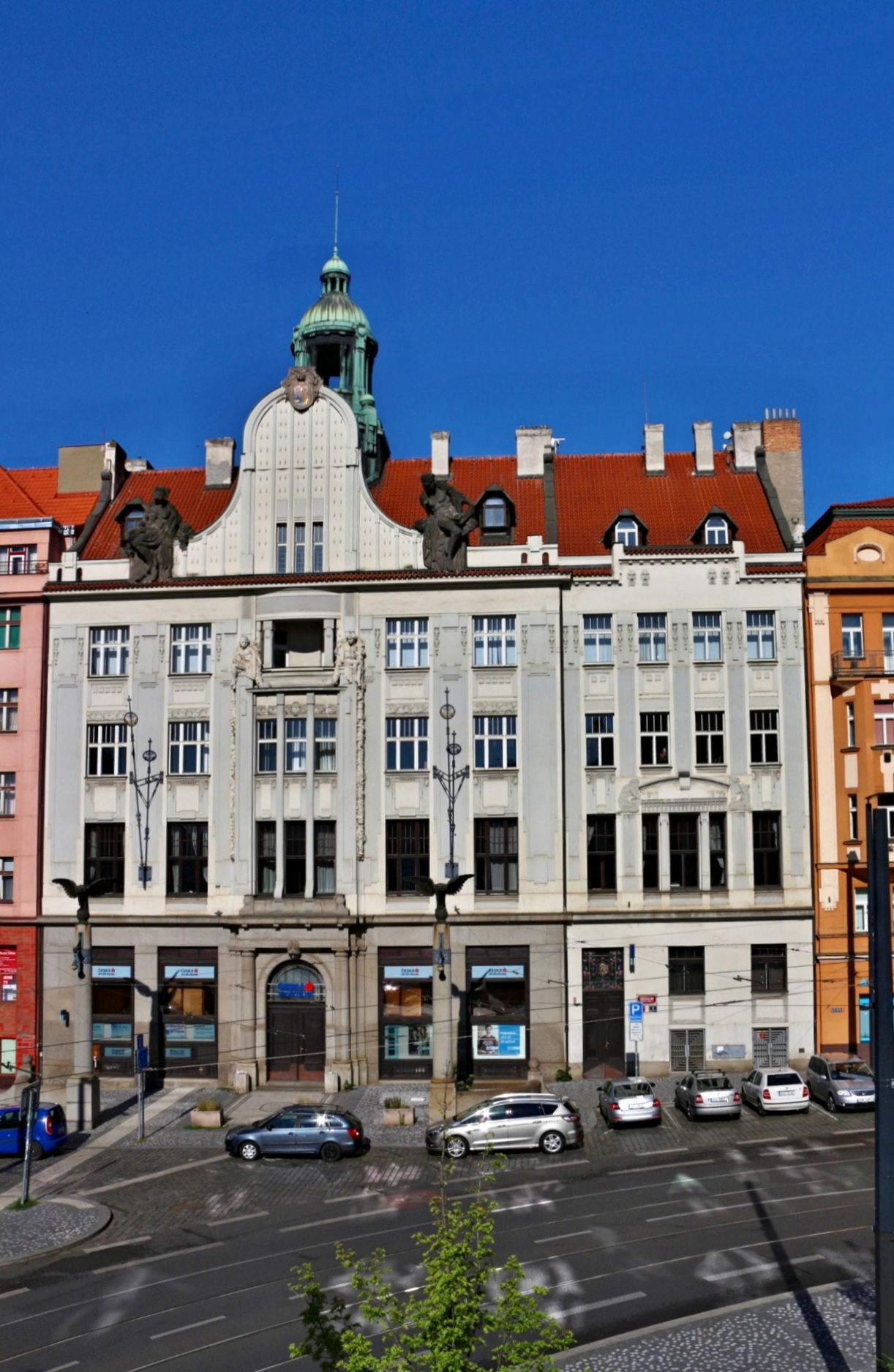
Здание Народной сберегательной кассы
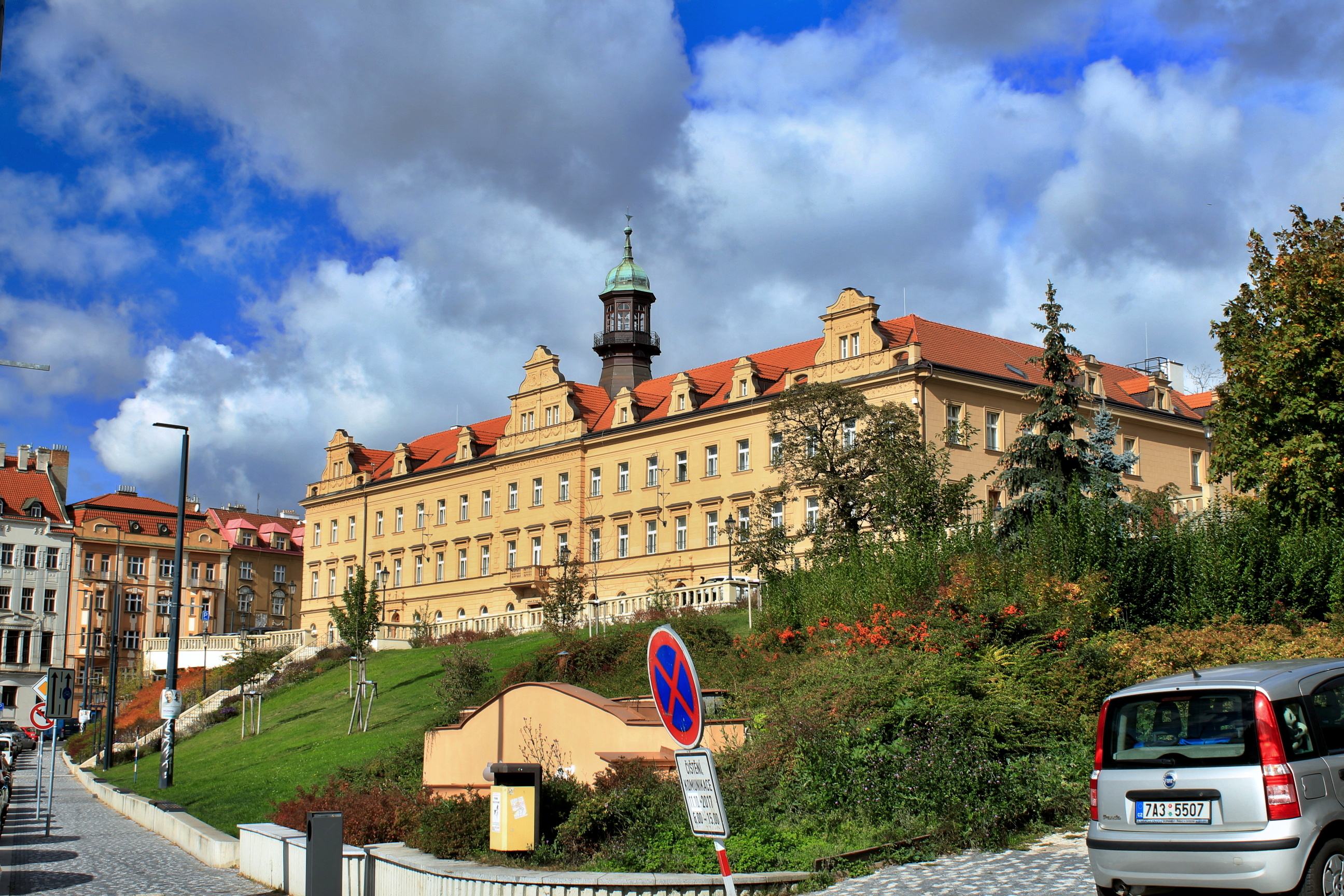
Замок Рангерка в Вршовице
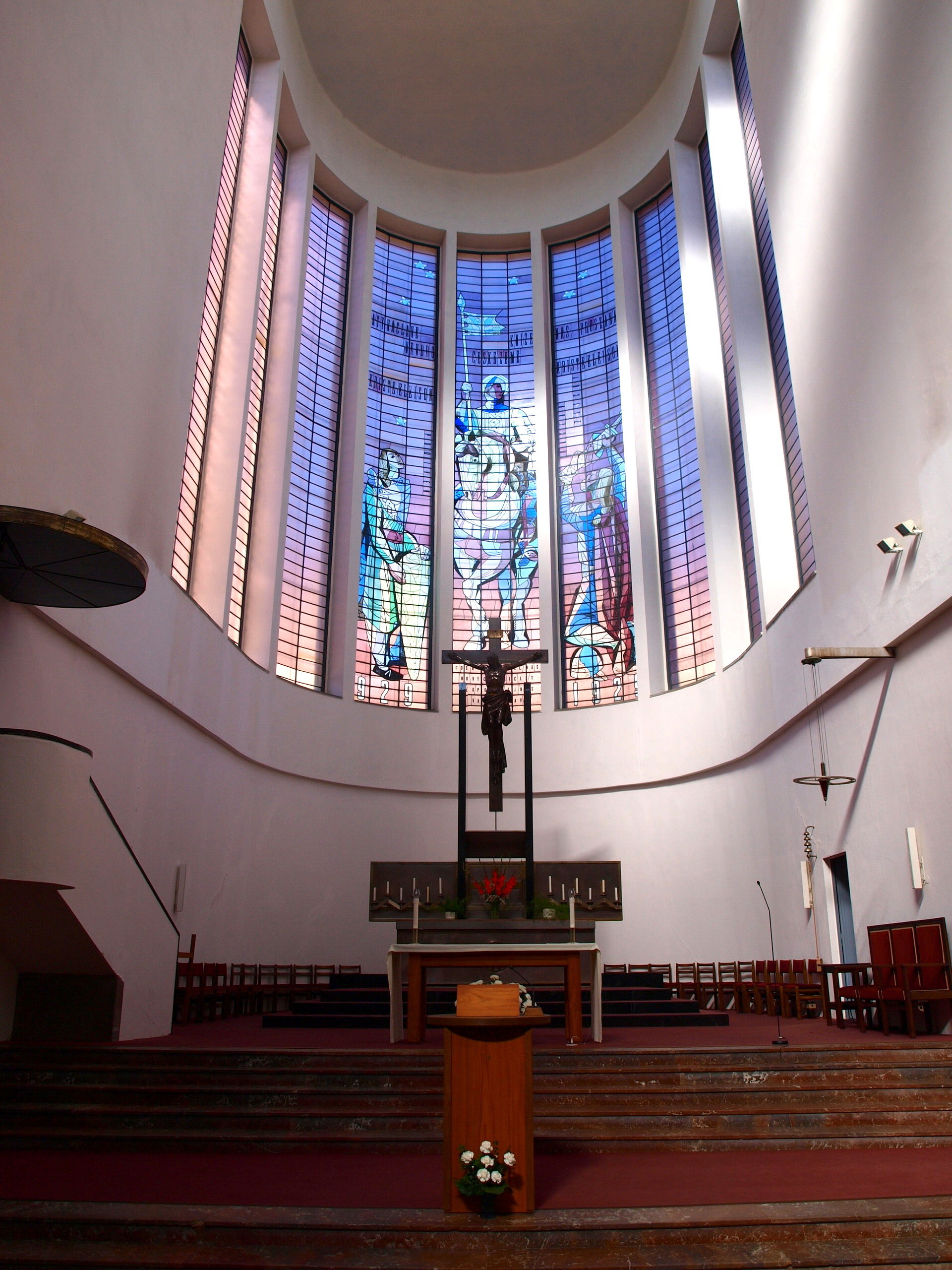
Интерьер костела св. Вацлава на площади Чеха